# Aequorea globosa
Aequorea globosa is een hydroïdpoliep uit de familie Aequoreidae. De poliep komt uit het geslacht Aequorea. Aequorea globosa werd in 1829 voor het eerst wetenschappelijk beschreven door Eschscholtz. 